# O’Higgins megye
O'Higgins egy megye Argentínában, Chaco tartományban. A megye székhelye San Bernardo.

## Települések
A megye 3 nagyobb településből (Localidades) áll:
- La Clotilde
- La Tigra
- San Bernardo

Kisebb települései (Parajes):